# Zico
Zico, vagyis Arthur Antunes Coimbra (Rio de Janeiro, 1953. március 3. –) brazil válogatott labdarúgó, edző. Profi évei alatt kiváló cselező és góllövő volt. Sokan tekintik minden idők egyik legjobb labdarúgójának.

## Pályafutása

### Játékosként
A Flamengo fénykorában Zico a csapat kulcsfontosságú játékosa volt. Megnyerték többek között az 1981-es Copa Libertadorest, ugyanebben az évben az Interkontinentális kupát valamint 1980-ban, 1982-ben, 1983-ban és 1987-ben a brazil nemzeti kupát. A pályán hihetetlen góljaiért és térlátásáért tisztelték, nagyszerű csapatjátékos, szervező és büntetőrúgás-lövő volt.
Az 1978-as labdarúgó-világbajnokságon Svédország ellen befejelt egy szabadrúgást az ellenfél kapujába a meccs utolsó percében. A bíró, Clive Thomas azonban Zico gólját nem ismerte el, mondván, hogy lefújta a mérkőzést, mikor a labda még a levegőben volt.
Több millió dollárért Zico az Udinesébe szerződött. 1983 és 85 között csapatát az olasz legjobbak közé emelte. Az 1983-84-es szezonban 19 gólt lőtt, eggyel kevesebbet, mint Platini (a franciánál azonban 4 mérkőzéssel kevesebben játszott). Az Udinese nem nyert meg semmilyen fontosabb bajnokságot és Zico nemsokára újra hazájában, a Flamengónál játszott.
Visszatérése után térdsérülést szenvedett, így karrierje több hónapra félbeszakadt. Az 1986-os labdarúgó-világbajnokságon még sérülten játszott. Franciaország ellen döntetlen játszottak, így tizenegyesekkel dőlt el, hogy ki lesz a továbbjutó. Zico értékesítette lövését, ám Sócrates és Júlio César sikertelen volt: Brazília kiesett a bajnokságból. Miután felgyógyult, ismét teljesen a focinak szentelte életét. 1987-ben a Flamengóval megszerezte negyedik bajnoki címét.
1989 végén Zico utoljára öltötte magára a Flamengo mezét a brazil nemzeti liga keretén belül, a Fluminense elleni mérkőzésen. Több mint hétszáz meccsével a Flamengo színeiben a csapat második leghosszabb ideig játszó labdarúgója, góljaival pedig a legnagyobb góllövő.

### Sportminiszterként
Brazília 1990-es elnökválasztása után az új elnök, Fernando Collor de Mello Zicót nevezte ki sportminiszternek. Zico egy évig maradt ezen a poszton. Hivatali idejének legfontosabb lépése a sportcsapatok üzleti ügyeit ellenőrző törvény elfogadtatása.

### Edzőként
Japán
Zico félbeszakítva politikai pályáját elfogadta a kasimai Sumimoto vállalat labdarúgócsapatának ajánlatát. Feladata az volt, hogy bejuttassa őket az új labdarúgó ligába, amelyet 1993-ban indítottak. Az új ligát már viszont a Kasima Antlersben kezdte, amellyel megszerezte a második helyet és bejuttatta azt a legjobbak közé.
Tehetsége, tudása és profizmusa nagy elismerést szerzett neki Japánban. Befolyása miatt kapta a „labdarúgás istene” (サッカーの神様, szakká no kamiszama) becenevet a japán focirajongóktól.

## Sikerei

### Klub
- 4-szeres Série A bajnok:
  - Flamengo: 1980, 1982, 1983, 1987[4]
- 7-szeres Carioca bajnok:
  - Flamengo: 1972, 1974, 1978, 1979, 1979,[5] 1981, 1986
- 1-szeres Copa Libertadores győztes:
  - Flamengo: 1981
- 1-szeres Interkontinentális kupa győztes:
  - Flamengo: 1981
- 1-szeres J.League bajnok:
  - Kasima Antlers: 1993

### Válogatott
- 1-szeres világbajnoki bronzérmes:
  - Brazília: 1978
- 1-szeres Copa América bronzérmes:
  - Brazília: 1979

### Edzőként
- 1-szeres Süper Lig bajnok:
  - Fenerbahçe: 2006–2007
- 1-szeres török szuperkupa győztes:
  - Fenerbahçe: 2007
- 1-szeres Superligasi bajnok:
  - Bunyodkor: 2008
- 1-szeres üzbég kupagyőztes:
  - Bunyodkor: 2008
- 1-szeres orosz kupagyőztes:
  - CSZKA Moszkva: 2009
- 1-szeres orosz szuperkupa győztes:
  - CSZKA Moszkva: 2009
- 1-szeres görög szuperkupa ezüstérmes:
  - Olimbiakósz: 2009
- 1-szeres Super League ezüstérmes:
  - Goa: 2015